# Batalla de Nínive (612 a. C.)
La batalla de Nínive se ha datado convencionalmente entre el 613 y el 611 a. C., siendo el 612 a. C. la fecha más respaldada. Rebelándose contra los asirios, un ejército aliado que combinaba las fuerzas de medos y babilonios, sitió Nínive y saqueó 750 hectáreas de la que era, en aquel momento, la mayor ciudad del mundo. La caída de Nínive condujo a la destrucción del Imperio Neoasirio durante los tres años siguientes como estado dominante en el Antiguo Oriente Próximo. Los registros arqueológicos muestran que la capital del otrora poderoso Imperio Asirio fue ampliamente desurbanizada y despoblada en las décadas y siglos posteriores a la batalla. Un relato confuso de la caída de la ciudad dio lugar más tarde a la historia del legendario rey  Sardanápalo.
Babilonia se convirtió en el centro imperial de Mesopotamia por primera vez en más de mil años, dando lugar al Imperio Neobabilónico, que reclamaba la continuidad imperial como una nueva dinastía.

## Antecedentes
El Imperio neoasirio surgió en el siglo X a. C. y alcanzó su punto álgido en los siglos VIII VII a. C., sucediendo al Imperio Asirio Medio (1366-1074 a. C.) como el mayor imperio que el mundo había visto hasta entonces. En el reinado de Asurbanipal, controlaba o mantenía en vasallaje a la mayoría de las naciones y ciudades-estado desde las montañas del Cáucaso, las actuales Armenia, Georgia y Azerbaiyán, en el norte hasta Egipto, Arabia y Nubia en el sur, y el centro de Irán/Persia en el este hasta Chipre y las costas mediterráneas helénicas y fenicias de Anatolia y el  Levante en el oeste.
Sin embargo, tras la muerte del rey Asurbanipal en el año 627 a. C., el otrora poderoso imperio se volvió cada vez más inestable, y Asiria propiamente dicha estalló en una serie de guerras civiles internas. Esto hizo que muchos de los estados sometidos, muchos de los cuales tenían sus propias dinastías políticas, se volvieran intranquilos, mientras que los estados y grupos vecinos, como los medos, los  persas, los babilonios, los  caldeos, los escitas y los cimerios se volvieron cada vez más hostiles bajo la hegemonía asiria.
Los asirios habían sido, según los relatos de sus propios registros, gobernantes brutales incluso para los estándares de la época, por lo que habían acumulado muchos enemigos hasta entonces impotentes. Se habían visto debilitados por una lucha en tres frentes para mantener el poder en Egipto, librar una costosa pero victoriosa guerra contra los elamitas y sofocar las rebeliones entre sus parientes babilónicos del sur de Mesopotamia, aunque el núcleo del imperio había estado en gran parte en paz. Los monarcas asirios escribían constantemente sobre el peligro interno, el miedo a las intrigas palaciegas y temían una rebelión.
A la muerte de Asurbanipal, se produjeron una serie de amargas y sangrientas guerras de sucesión que debilitaron el imperio; a partir del 625 a. C., el dominio del imperio sobre Oriente Medio, Asia Menor, el Cáucaso y el Mediterráneo oriental comenzó a desvanecerse gradualmente.
Se formó una alianza entre estados externos, como los caldeos, que aprovecharon los trastornos de Asiria para tomar el control de gran parte de Babilonia con la ayuda de los propios babilonios. Esto precipitó el Imperio neobabilónico, cuyo objetivo era el derrocamiento del Imperio neoasirio, tomar la capital, Nínive, y trasladar la sede del poder mesopotámico a Babilonia. Nínive no solo era una capital política, sino que albergaba una de las grandes bibliotecas de tablillas acadias y era receptora de tributos de todo Oriente Próximo, lo que la convertía en un lugar valioso para saquear.
Las crónicas asirias terminan abruptamente en el 639 a. C. tras la destrucción de Susa, la capital de  Elam, y el sometimiento de una Babilonia rebelde gobernada por el propio hermano de Asurbanipal, Shamash-shum-ukin. Los registros comerciales desaparecen después del 631 a. C. Las fuentes primarias están escritas posteriormente por un victorioso neobabilonio del reinado de Nabopolasar. La crónica primaria lleva el número 21901, que fue traducida por C. J. Gadd en 1923, y se encuentra en el Museo Británico. Según la tradición babilónica recogida por Heródoto mucho más tarde, una tradición hebrea atribuida al profeta Nahum, y por referencia en las crónicas egipcias, todos eran hostiles a Asiria. También hay leyendas que han crecido en los siglos posteriores, entre los pueblos que descienden de una de las nacionalidades implicadas, incluidos los asirios de habla aramea oriental y cristiana, todavía mesopotámicos, del norte de Irak, sureste de Turquía, noroeste de Irán y noreste de Siria.
Los medos fueron gobernados por el rey Ciáxares. Aunque inicialmente fue derrotado por los asirios, reconstruyó su ejército y atacó Nínive junto con otras facciones beligerantes.

## Relato de la batalla

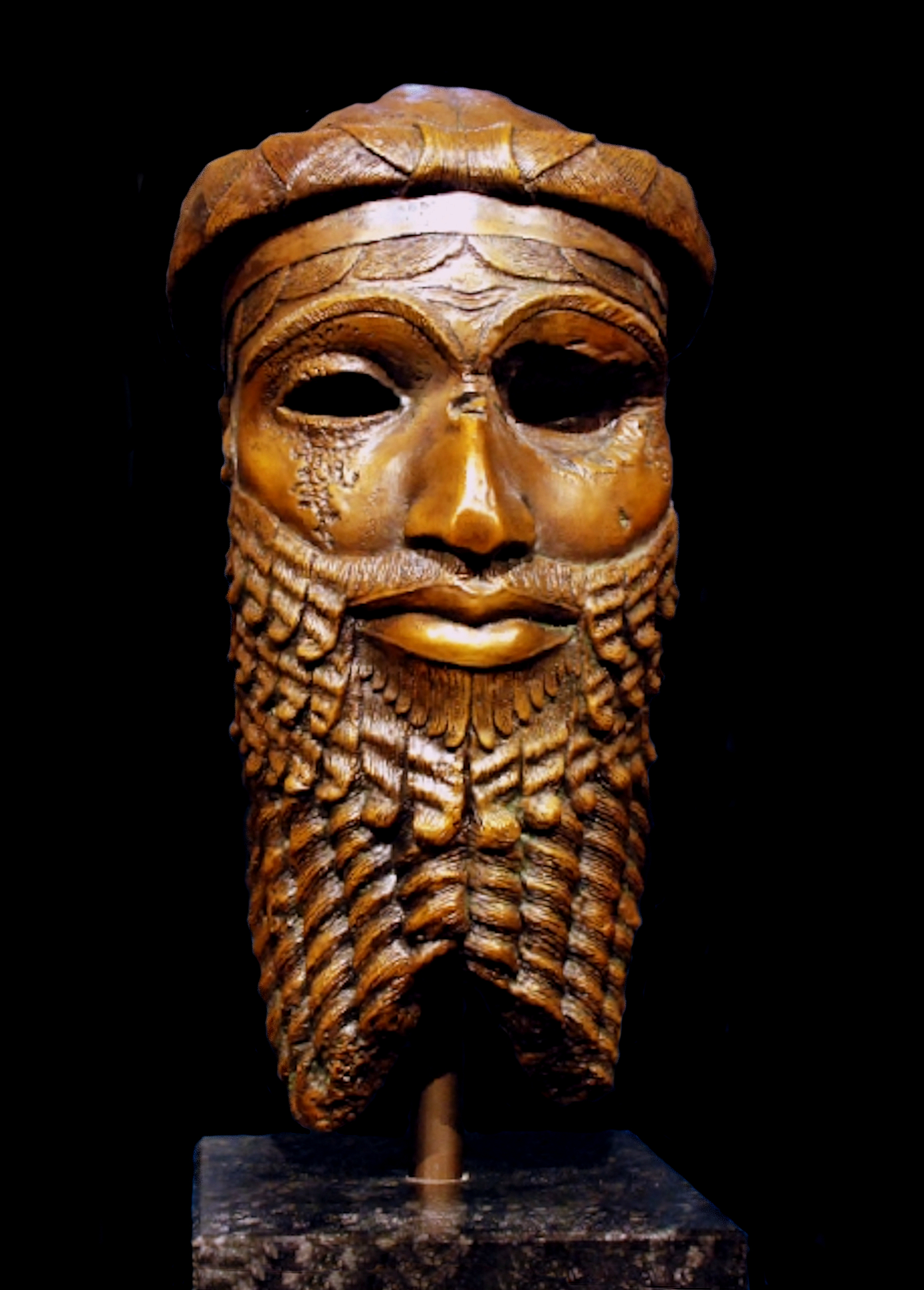
La "Máscara de Sargón de Acad" (datada alrededor del 2250 a. C.) fue encontrada en 1931 en Nínive: probablemente fue mutilada durante la destrucción de Nínive por los medos y los babilonios en el 612 a. C..

Uno de los relatos de la batalla real está tomado de los fragmentos de Persica', escrito por Ctesias, conservado en Diodoro Sículo y Focio, cuyo relato puede haber sido mezclado con relatos de otras batallas.
Según una tablilla de arcilla babilónica descubierta en el siglo XIX llamada Crónica de la caída de Nínive, hubo una amarga lucha de 12 años entre el Babilonia y el Asiria, así como guerras civiles en la propia Asiria. Describen que en el décimo año de Nabopolasar (616 a. C.) los babilonios derrotaron al ejército asirio y marcharon río arriba, saqueando Mane, Sahiri y Balihu.
El conflicto se reanudó al año siguiente, con los asirios reuniendo su ejército y haciendo retroceder a los babilonios hasta Takritain. Nabopolasar estacionó su ejército en la fortaleza de Takritain, y los dos ejércitos lucharon allí al año siguiente. Los asirios fueron derrotados y se retiraron a Asiria.
Los babilonios se aliaron entonces con los medos, persas, cimerios y escitas. El ejército medo tomó Tarbisu, cerca de Nínive, y acampó en las cercanías; luego  atacó la ciudad de Asur, y el texto babilónico relata cómo en el 614 a. C. su aliado medo destruyó los templos de Asur y saqueó la ciudad, pero su ejército no llegó a la ciudad hasta después de que se hubiera realizado el saqueo.
En el 612 a. C., los babilonios volvieron a reunir su ejército y se unieron al rey medo Ciaxares acampando contra Nínive. Asediaron la ciudad durante tres meses y, en agosto, finalmente rompieron las defensas y comenzaron a saquear e incendiar la ciudad. El principal factor en la caída de la ciudad fueron los medos. Finalmente, después de tres meses de asedio, en agosto del 612, las fuerzas unidas de medos y babilonios asaltaron Nínive, la capital asiria, y la tomaron. El rey asirio Sin-shar-ishkun murió durante el asedio. Su hermano Ashur-uballit II fue nombrado rey de Asiria. Sin embargo, éste se negó a someterse y luchó con éxito para salir de Nínive, fundando una última capital en Harran.
Según la tradición expuesta por Diodoro, el río Tigris inundó la ciudad. Aunque su relato es a menudo sospechoso, se ha prestado atención a este aspecto. Los ejércitos aliados entraron en la zona de la muralla exterior y lucharon por entrar en el palacio. Los templos fueron saqueados y el palacio fue incendiado, aunque esto no destruyó la ciudad, y puede haber ayudado a la conservación de los textos de arcilla.

## Consecuencias
Habría varias campañas más contra Asiria por parte de los neobabilonios y sus aliados, incluyendo una contra un ejército aliado egipcio-asirio. Así, aunque la batalla de Nínive fue un punto de inflexión en la guerra, Ashur-uballit II seguiría luchando durante varios años más. Su destino final no se conoce ni está registrado: puede que muriera en la caída de Harran en el 609 a. C. (que acabó con el Imperio Asirio) o en la batalla de Karkemish en el 605 a. C. (donde Egipto y los restos del ejército del antiguo Imperio Asirio fueron derrotados); o puede que simplemente desapareciera en la oscuridad.